# 76 mm armata pułkowa wz. 1927
76 mm armata pułkowa wz. 1927 (ros. 76-мм полковая пушка образца 1927 года) – radzieckie działo piechoty wprowadzone do uzbrojenia w 1928 roku.
W drugiej połowie lat 20. w ZSRR rozpoczęto projektowanie następcy armaty wz. 1913. Początkowo planowano ograniczoną modernizację działa wz. 1913, ale testy prototypu działa wz. 1913/25 wykorzystującego lufę działa wz. 1913 osadzoną w nowym łożu wypadły niepomyślnie. Dalsze modyfikacje projektowane w KB OAT doprowadziły w końcu do powstania w 1927 roku nowej armaty niemającej wiele wspólnego z armatą wz. 1913. W ten sposób armata wz. 1927 stała się pierwszym wzorem broni artyleryjskiej skonstruowanym w Związku Radzieckim.
Po testach nowa armata została w 1928 roku przyjęta do uzbrojenia. 22 grudnia 1928 roku skończono montaż pierwszej seryjnej armaty wz. 1927 w zakładach Krasnyj Putiłowiec. 1 listopada 1936 Armia Czerwona miała na stanie 1622 działa tego typy. W momencie ataku niemieckiego 22 czerwca 1941 roku 4708, w tym 2296 w okręgach wojskowych graniczących z terenami zajętymi przez siły zbrojne III Rzeszy.
W 1942 roku w związku z postępami armii niemieckiej produkcję armat wz. 1927 przeniesiono do Fabryki Nr 172. W 1943 roku w związku z wprowadzeniem do uzbrojenia armat pułkowych wz. 1943 produkcję dział wz. 1927 po wyprodukowaniu 16 482 szt. zakończono, ale używano ich do końca wojny.
Działo wz. 1927 było zasilane amunicją scaloną, z granatami odłamkowymi, odłamkowo-burzącymi i przeciwpancernymi (kumulacyjnymi). Armata pułkowa wz. 1927 miało łoże kołowe, jednoogonowe, zamek śrubowy, trakcja konna lub motorowa.
Działa wz. 1927 znajdowały się na uzbrojeniu baterii dział piechoty podporządkowanych pułkom piechoty i kawalerii. Także w skład dywizjonów artylerii brygad piechoty wchodziła jedna bateria dział wz. 1927.
Fińska armia zdobyła i używała w latach 1940-1944 około 250 egzemplarzy tego działa, pod oznaczeniami 76 RK/27 i 76 RK/27-39.